# 謝杰 (明朝)
谢杰（1537年—1604年），字汉甫，号绎梅。福州府长乐县江田（今福州市长乐区江田镇）人。明朝政治人物。官至戶部尚書。

## 生平
隆慶四年（1570年）庚午科福建鄉試第八十三名舉人。萬曆二年（1574年）甲戌科進士。授行人一职。七年（1579年），充册封副使，随萧崇业至琉球，册封尚永为王。尚永王赠予黄金，被萧、谢二人推辞；琉球贡使至京朝贡，再赠其黄金，再次谢绝。
历任光禄寺丞、两京太常少卿、顺天府尹。升南京刑部右侍郎。当时明神宗长期不理朝政。万历二十五年（1597年），谢杰上书劝谏，指出当时各种弊政，并称：「陛下孝亲、尊祖，好学、勤政、敬天、爱民、节用、听言、亲亲、贤贤，皆不克如初矣。」未获批复。不久升刑部左侍郎，擢户部尚书，兼管太仓和草场。当时遇上全国性的自然灾害，各地都请求减免税赋。谢杰建议只有每年须运三百万以上的才可以讨论减免税赋，获得神宗的采纳。
万历三十二年（1604年），卒于官，年六十八。追赠太子太保，遣官护送灵柩归乡安葬。其坟墓在今长乐营前胡里村旁的营前山上，于文化大革命期间被砸毁，现仅存文武石翁仲一对。

## 著作
著有《顺天府志》6卷、《白云集》2卷、《遗诗》1卷、《北窗吟稿》30卷、《杜律詹言》2卷，以及《日東交市記》、《琉球錄撮要補遺》、《虔台倭纂》等。另有《使琉球录》2卷、《皇華唱和詩》1卷，皆與蕭崇業同著。

## 事跡
- 早年谢杰未出仕之时，有族人冒充谢杰之父谢廷衮逃税，长乐县令刘禹龙传唤谢杰问讯，几乎将谢杰打死。在谢杰巡抚南赣的时候，刘禹龙以退休居住在南赣，谢杰并未找他麻烦，时人称赞他大度[5]。
- 南京岁祀懿文太子，以祠祭司官代。谢杰认为遣官职卑微者祭祀十分失礼，建议如哀冲太子、庄敬太子之例，派遣列侯祭祀。明神宗从之，并任命他为南京五府佥书。累迁順天府尹。以右副都御史巡抚南赣。谢杰为官清廉正直，不收受贿赂。在南赣期间，严厉整治官场贿赂行为，并说“贿而后荐，干戈之盗；荐而后贿，衣冠之盗。”这句话被时人引为名言。
- 册封使船队到达琉球的时候，正逢大量倭寇骚扰琉球之际。由于倭寇船队聚集地离册封使居住的天使馆不远，琉球官员建议册封使搬到较为安全的久米村居住。萧崇业犹豫不决，但谢杰认为应保持天朝使者的尊严，坚决拒绝的这个建议[6]。
- 谢杰的母舅随同出使琉球时，携带了数百条网巾前往贩卖。至琉球后发现琉球人根本不戴网巾，因此一条都卖不出去。谢杰便故意拖延册封的日期，声称国王既然穿着中华衣冠，那么陪臣也要穿；若册封之日有一陪臣不戴网巾，就没法举行册封大典。于是网巾被抢购一空。福建人以“琉球人戴网巾”比喻强买强卖行为[7]。
- 任順天府府尹時，平徭役，均捐税。曾在東直門外五里春場內建春亭[8]。

## 家庭
曾祖父謝孟安，封知府；祖父謝士穆，贈戶部主事；父謝廷袞，曾任教諭。前母高氏；林氏。

## 脚注
1. ↑  （明）张朝瑞. . 《续修四库全书》史部第828册.
2. ↑  鲁小俊，江俊伟著. . 武汉：武汉大学出版社. 2009. ISBN 978-7-307-07043-1.
3. 1 2  .   [2013-09-18]. （原始内容存档于2016-03-05）.
4. ↑  .   [2013-09-18]. （原始内容存档于2016-09-13）.
5. ↑  《明史·谢杰传》
6. ↑  《琉球錄撮要補遺》
7. ↑  《中山传信录·卷六》
8. ↑  《帝京景物略·卷二》：東直門外五里，為春場。場內春亭，萬曆癸巳府尹謝傑建也。
9. ↑  龚延明主编. . 宁波: 宁波出版社. 2016. ISBN 978-7-5526-2320-8. 《天一閣藏明代科舉錄選刊.登科錄》之《萬曆二年甲戌科登科錄》